# Sylacauga
Sylacauga är en stad (city) i Talladega County, i delstaten Alabama, USA. Enligt United States Census Bureau har staden en folkmängd på 12 678 invånare (2011) och en landarea på 50,5 km².